# Frontière entre l'Irlande et le Royaume-Uni
La frontière entre l'Irlande et le Royaume-Uni, connue aussi sous le nom de « frontière irlandaise » (en irlandais : Teorainn na hÉireann /ˈtʲoːɾˠən̠ʲ nˠə ˈeːɾʲən̪ˠ/ ; en anglais : Irish border /ˈaɪɹɪʃ bɔːdə/) ou, en Irlande, comme « la frontière » (an Teorainn /ə ˈtʲoːɾˠən̠ʲ/ ou the border /ðə bɔːdə/), est la frontière internationale terrestre et maritime traversant l'île d'Irlande qui sépare la république d'Irlande du Royaume-Uni (notamment l'Irlande du Nord). Depuis le 31 janvier 2020 et le retrait du Royaume-Uni de l'Union européenne (Brexit), cette frontière constitue une frontière extérieure de l'Union, ce qui peut potentiellement poser un certain nombre de problèmes.

## Géographie

### Frontière terrestre
La frontière s'étire à travers l'île d'Irlande sur 499 kilomètres depuis le Lough Foyle au nord-ouest, dans l'océan Atlantique, jusqu'au Carlingford Lough au sud-est, en mer d'Irlande. Sur sa plus grande partie, elle sépare en deux la province de l'Ulster ; néanmoins sur une courte section dans sa partie sud-ouest elle marque la séparation entre l'Ulster et le Connacht, quant à son extrémité orientale elle marque la frontière entre l'Ulster et le Leinster.
C'est la seule frontière terrestre entre les deux États, et même la seule frontière de l'Irlande avec un autre État et la seule frontière terrestre du Royaume-Uni hors outre-mer et sans compter le tunnel sous la Manche à la frontière avec la France. Comme d’autres frontières à l’intérieur de l'Union européenne, elle est considérée comme une « frontière ouverte » dont le franchissement est autorisé sans restriction.

### Frontière maritime
La délimitation précise des zones économiques exclusives entre les pays en mer d'Irlande et dans l'océan Atlantique est régi par un accord signé le 7 novembre 1988. 132 points y sont inscrits avec beaucoup de points n'utilisant pas une précision à la seconde d'arc, ce qui donne une allure d'escalier.
Il subsiste un litige entre le gouvernement de l'Irlande et le gouvernement du Royaume-Uni concernant le tracé de la frontière maritime aux deux extrémités de la frontière terrestre à Lough Foyle et Carlingford Lough : chaque pays revendiquant la souveraineté sur ces deux Loughs, selon le droit irlandais,, ou britannique.

## Histoire

### Établissement de la frontière
En 1920, le Parlement britannique vote le Government of Ireland Act qui organise la partition de l'Irlande en deux régions dotées d'un parlement et d'une large autonomie : l'Irlande du Nord et l'Irlande du Sud,. Les nationalistes irlandais, réclamant l'indépendance, ne sont pas satisfaits du statut d'autonomie : Lloyd George entreprend des négociations avec les Irlandais, et, le 6 décembre 1921, le traité anglo-irlandais est signé à Londres et crée l'État libre d'Irlande, un dominion de la Couronne britannique membre du Commonwealth,. Le traité est ratifié par le Dáil Éireann en janvier 1922,. L'État libre est officiellement créé le 6 décembre 1922, après que l'Irish Free State Constitution Act a reçu sa sanction royale. L'Irlande du Nord, cependant, dispose d'un droit de retrait du nouvel État. Il est prévu que, si elle décide de rejoindre l'État libre, le Parlement d'Irlande du Nord serait maintenu, en tant qu'assemblée avec un pouvoir dévolu par Dublin ; sinon, l'Irlande du Nord restera au sein du Royaume-Uni selon le statut qu'elle possédait avant la création de l'État libre. Le lendemain de la création de l'État libre d'Irlande, le 7 décembre 1922, l'Irlande du Nord exerce son droit de retrait et quitte l'État libre d'Irlande,.
Le traité anglo-irlandais de décembre 1921 retient la frontière de 1921 comme frontière de fait. Une Commission de la frontière devait dessiner la limite entre les deux juridictions, basée sur les différences démographiques dans tout le nord de l’île d’Irlande. Toutefois ses recommandations ne furent jamais approuvées par l’une ou l’autre des deux parties, et la frontière fut établie formellement, sans aucun changement dans le tracé de la ligne de démarcation de 1921. Le rapport de la Commission de la frontière ne fut jamais publié. La frontière reste la même aujourd'hui.
Selon le Government of Ireland Act de 1921, le franchissement de la frontière s'effectue sans contrôle pour les personnes.

### Du conflit nord-irlandais au processus de paix

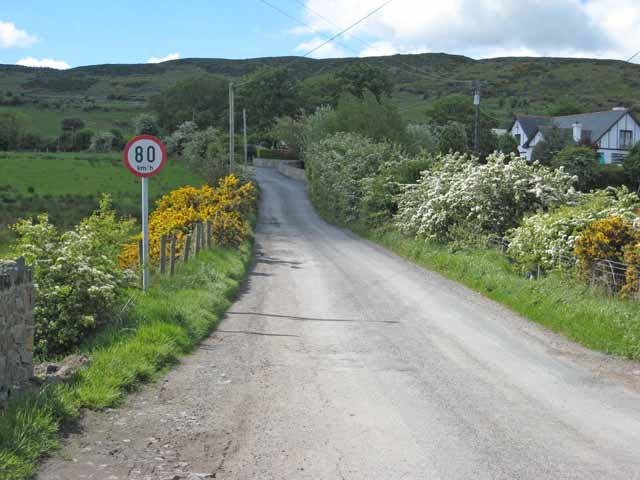
Un point de passage sans démarcation visible, vu du nord, le sud commence au panneau de limitation de vitesse en km/h.

Durant le conflit nord-irlandais (Troubles) entre les années 1960 et les années 1990, de nombreux barrages de l'armée et des forces de sécurité britanniques restreignirent les accès. Certains postes-frontières étaient fermés, comme entre la ville nord-irlandaise de Londonderry et le comté de Donegal, d'autres fortifiés avec des chicanes, des barbelés, des radars... 
Conformément à l'accord du Vendredi saint, ces barrages ont disparu en 2005.

### Brexit
D'un point de vue juridique, la procédure de retrait du Royaume-Uni de l'Union européenne (Brexit) doit conduire à la réintroduction d'une barrière physique entre les deux pays. Le maintien d'une frontière ouverte est l'un des points clés du Brexit, mais cette volonté se heurte, selon le négociateur en chef Michel Barnier au contrôle des frontières qui fait partie de la gestion des frontières de l'Union européenne.
À la suite de l’enclenchement de l'article 50 du traité sur l'Union européenne, par le gouvernement britannique, lançant officiellement la procédure de retrait, la question de la frontière en Irlande est l'une des trois priorités de l’Union européenne qui considère que « La solution ne sera pas facile à trouver ». De son côté, l'Irlande ne veut pas d'un retour du sanglant conflit nord-irlandais qui s'était clos par l'accord du Vendredi saint en 1998. Cette question n'a pas nécessité de discussion en raison d'un consensus sur le sujet.

Pour protéger la liberté de circulation en Irlande, la république d’Irlande souhaite qu'il soit possible que l'Irlande du Nord puisse intégrer l'Union européenne après finalisation du Brexit. 
Le président de la chambre d'agriculture interdépartementale d'Île-de-France Christophe Hillairet entrevoit de par le Brexit un dangereux risque de porosité de la frontière irlandaise par rapport aux importations par le Royaume-Uni de nourriture provenant du Commonwealth. Toutefois, John Comer de l'Irish Creamery Milk Supplier Association considère que ces préoccupations sont auto-centrées et ne prennent pas en compte le fait que certaines communautés fermières et rurales possèdent des terres et des usines de traitement de lait de part et d'autre de la frontière. Pour David Davis, la question de la frontière irlandaise ne peut pas être résolue tant que les Britanniques ne savent pas quelle est leur politique générale de frontière, quel accord douanier et quel accord commercial les Britanniques veulent, et si cela implique des tarifs douaniers. Arlene Foster du Parti unioniste démocrate (DUP) ne souhaite pas que la politique de libre circulation irlandaise conduise à des restrictions entre l'Irlande du Nord et la Grande-Bretagne. Michael O'Leary, CEO de Ryanair, considère qu'une frontière ouverte n’est pas possible car selon lui le désir de restreindre l'accès entre le Royaume-Uni et le marché unique demande des contrôles. Pour Tony Buckley (au poste d'assistant secretary for corporate affairs and customs at Revenue) la solution pourrait résider dans l’installation de «trade-facilitation areas» pouvant se situer à une distance de 10 à 15 kilomètres des points frontières sensibles, avec un contrôle de 2 % du trafic. Toutefois, une telle solution pose la question de savoir comment le Royaume-Uni  regagnerait le contrôle de ses frontières — comme promis par le gouvernement — si celles-ci restent ouvertes. L’Union européenne s’est montrée ouverte à une solution flexible et imaginative.
En juin 2017, l'arrivée du Parti unioniste démocrate comme soutien sans participation du Parti conservateur auprès du gouvernement May (2) lui permet de faire valoir ses priorités, notamment :
- facilité de commerce avec l'Irlande et à travers l'Union européenne
- un reflet complet des circonstances particulières de l'Irlande du Nord qui partage une frontière terrestre avec l'Union européenne
- des frontières sans friction avec l'Irlande assistant les transfrontaliers et les voyageurs passant la frontière
- un accord douanier et de libre échange complet avec l'union européenne
- le positionnement de l'Irlande du Nord comme une passerelle commerciale pour permettre à l'Irlande l'accès au marché plus vaste du Royaume-Uni
- des protections fortes pour l'agro-alimentaire pour se prémunir des vulnérabilités que pourraient causer des importations excessivement trop bon marché[16].

Certains commentateurs[Lesquels ?] considèrent que le rôle de faiseur de roi donné au DUP pourrait faire de la question de la frontière irlandaise un sujet délicat.
Simon Coveney considère qu'il doit être possible de mettre en place une frontière invisible en Irlande du Nord qui conserve une connexion avec l'union douanière. Selon lui, l'Irlande doit bénéficier d'un accord spécial avec un statut unique pour l'Irlande du Nord, de manière que la frontière fonctionne le plus possible à la manière d'avant le Brexit, et à ce que les entreprises d'Irlande du Nord puissent continuer à opérer dans l'union douanière comme elles le font avant le Brexit. Il considère que les solutions imaginatives et flexibles que les négociateurs attendent ne s'inscrivent pas dans une démarche binaire, mais dans une pensée différente sur la manière dont l'Irlande du Nord est liée et interagit avec le marché commun. D'après Simon Coveney, si l'Irlande du Nord garde un pied dans l’Union douanière et si la Grande-Bretagne est en dehors de l'Union douanière, alors seulement il existerait encore une exigence d'existence de frontière quelque part. Selon lui toutefois, les contrôles nécessaires pourraient être facilités d'une manière différente, dans le cadre d'un accord entre le Royaume-Uni et l'Irlande.
La solution pour la frontière entre l'Irlande et le Royaume-Uni est parfois appelée statut spécial, alors qu'il s'agit parfois de la volonté d'un statut unique, dans le sens où un statut spécial pourrait créer un éventuel précédent ailleurs en Europe, qu'un statut unique ne créerait pas.
En août 2017, le Royaume-Uni a publié un document pour définir sa position concernant la frontière irlandaise.
Au 4 septembre 2017, le coordinateur du parlement européen estime que la question de la frontière européenne est compliquée et pas encore résolue. Il estime que le Royaume-Uni et l'Union européenne doivent s'accorder sur la localisation de la frontière avant de commencer à négocier l'accord commercial. Le ministre irlandais estime qu'il y a 160 points à contrôler, mais cela reste à discuter.

## Économie
Si la frontière entre les deux Irlandes venait à fermer, cela aurait de grandes conséquences sur l'économie des deux pays. Les échanges entre les deux états représentent 7,8 milliards d'euros par an et profitent au Royaume-Uni comme à l'UE.[réf. nécessaire]